# Црмљане
Црмљане (алб. Cërmjan) је насељено место у општини Ђаковица, на Косову и Метохији. Према попису становништва из 2011. у насељу је живео 1.141 становник.

## Становништво
Према попису из 2011. године, Црмљане има следећи етнички састав становништва:
| Националност | 2011.          |
| Албанци      | 1.140 (99,91%) |
| Бошњаци      | 1 (0,09%)      |
| Укупно       | 1.141          |

| Демографија | Демографија | Демографија |
| Година      | Становника  | Становника  |
| ----------- | ----------- | ----------- |
| 1948.       | 922         |             |
| 1953.       | 961         |             |
| 1961.       | 1.147       |             |
| 1971.       | 1.382       |             |
| 1981.       | 1.719       |             |
| 1991.       | 1.862       |             |
| 2011.       | 1.141       |             |